# Mali Ograđenik
Mali Ograđenik är en ort i Bosnien och Hercegovina.   Den ligger i entiteten Federationen Bosnien och Hercegovina, i den södra delen av landet, 90 km sydväst om huvudstaden Sarajevo. Mali Ograđenik ligger 234 meter över havet och antalet invånare är 500.
Terrängen runt Mali Ograđenik är kuperad åt sydost, men åt nordväst är den platt.Runt Mali Ograđenik är det ganska tätbefolkat, med 93 invånare per kvadratkilometer.. Närmaste större samhälle är Mostar, 19,4 km nordost om Mali Ograđenik. 